# Castillo de Gallinera
El castillo de Gallinera o Castillo de Benirrama es una fortaleza situada en las proximidades de la localidad española de Benirrama, perteneciente al término municipal de Vall de Gallinera, en la Comunidad Valenciana. El castillo, de época árabe, formaba parte del entramado de defensas del valle controlando el paso hacia el valle de Pego.

## Configuración
La fortaleza esta aislada sobre un cerro, siendo visible a gran distancia. El castillo tiene una planta alargada e irregular de considerable extensión. Como es habitual se ajusta a la orografía del terreno. Se aprecian dos recintos, el del norte más ancho que el del sur.

## Historia
Durante la conquista del Reino de Valencia por Jaime el Conquistador en el siglo XIII y las revueltas mudéjar posteriores estuvo bajo el caudillaje de Al-Azraq. En el Tratado del Pouet Al-Azraq se comprometía a ceder este castillo, junto con otros, al cabo de tres años a Jaime I, pero la revuelta impidió el cumplimiento del pacto y la propiedad se transfirió por la fuerza.
El castillo aparece varias veces en las Crónicas Reales tanto el inicio de la revuelta en 1247 c 361:

E dix així:
 -Aladrac vos ha preses alguns castells en terres de València, e no us ho gosàvem dir.
 (…)
 E dixem:
 -Sabets quins castells nos ha preses? 
 E ell dix:
 -Gallaner, e Serra, e Pego."

Como la conquista del castillo el 1 de junio de 1258 en c.376:

"E no volem dir totes les coses que hi foren feites, car seria allongament del llibre: mas al vuité dia cobram Alcalà, e Gallinera, e setze castells que al-Azraq ens havia emblats e tolts..."

A partir de 1261 el rey cede el castillo, al igual que el de Alcalá, a diferentes personajes para cubrir las deudas reales.
A finales de 1275 es mejora las defensa del castillo con un aumento de la guarnición y los avituallamientos. Posteriormente Armando de Armentera inspecciona el castillo en nombre del rey para comprobar si estaba a punto pues se había producido un nuevo alzamiento mudéjar.
Durante la guerra de los dos Pedros es ocupado por los castellanos, y en 1356 es recuperado para al reino de Valencia por Juan Mercer.
En 1396 un terremoto daño gravemente este castillo, mientras que el cercano de Alcalá apenas sufrió daños.
Después de la expulsión de los moriscos en 1609 la razón de ser de estos castillos dejó de existir y fueron abandonados. Un terremoto en 1644 produjo grandes daños que no fueron reparados.

## Estado a principios delsigloXXI
En la actualidad no se conserva la construcción musulmana sino la reconstrucción posterior al terremoto de 1396: parte de la torre del homenaje, restos de los torreones y lienzos de las murallas y un aljibe.